# 1906年オーストラレーシアン選手権
1906年 オーストラレーシアン選手権（1906ねんオーストラレーシアンせんしゅけん、1906 Australasian Championships）に関する記事。ニュージーランド・クライストチャーチにある「ハグレイ・パーク」にて開催。

## 大会の流れ
- 第2回「オーストラレーシアン選手権」は、ニュージーランド・クライストチャーチの「ハグレイ・パーク」で開かれ、出場選手もほとんどが地元ニュージーランド勢であり、参加選手は10名であった。決勝戦は大晦日の12月31日に実施された。
- 1921年まで、全豪選手権の実施競技は男子シングルス・男子ダブルスの2部門のみであった。女子競技の3部門（女子シングルス・女子ダブルス・混合ダブルス）が増設されるのは、1922年からである。
- 初期の全豪選手権のように、外国人出場者が少なかった時期は、地元オーストラリア人選手の国旗表示を省略する。

## 大会経過

### 男子シングルス
準々決勝
- アンソニー・ワイルディング vs.  セシル・コックス　6-2, 6-2, 6-1
- ハリー・パーカー vs. R・D・ハーマン　6-1, 6-2, 6-0
- フランシス・フィッシャー vs. ロドニー・ヒース　2-6, 7-5, 6-1, 5-7, 6-2
- T・クイル vs.  ウィリアム・ゴス　不戦勝

準決勝
- アンソニー・ワイルディング vs.  ハリー・パーカー　6-4, 7-5, 3-6, 6-0
- フランシス・フィッシャー vs.  T・クイル　6-4, 3-6, 6-2, 6-3

## 決勝戦の結果
- 男子シングルス： アンソニー・ワイルディング vs.  フランシス・フィッシャー　6-0, 6-4, 6-4
- 男子ダブルス： アンソニー・ワイルディング＆ロドニー・ヒース vs.  ハリー・パーカー＆ セシル・コックス　6-2, 6-4, 6-2